# FC Carpi
Der Carpi Football Club 1909, im deutschsprachigen Raum bekannt als FC Carpi, ist ein italienischer Fußballverein aus Carpi, Provinz Modena in der Region Emilia-Romagna.
Der Verein wurde 1909 gegründet und trägt seine Heimspiele im benachbarten Modena im Stadio Alberto Braglia aus, das Platz für 21.151 Zuschauer bietet. In der Saison 2015/16 spielte der FC Carpi erstmals in Italiens höchster Spielklasse, der Serie A. Es folgte jedoch der direkte Wiederabstieg in die Serie B.

## Geschichte
Der Carpi Football Club wurde im Jahre 1909 vom Studenten Adolfo Fanconi in der norditalienischen Stadt Carpi gegründet. Der erste Vereinsname war Jucunditas. Wenige Jahre später wurde der Name des Klubs verändert, er hieß fortan ab 1915 Associazione Calcio Carpi, kurz AC Carpi. Diesen Vereinsnamen trug man bis ins Jahr 2000, ehe der Klub mit dem heutigen Namen Carpi FC 1909 versehen wurde.
Der Fußballverein von Carpi spielte lange nie höher als in der drittklassigen Lega Pro Prima Divisione beziehungsweise der früheren Serie C1. Seinen größten Erfolg konnte der emilianische Verein feiern, als man in der Saison 1996/97 unter Trainer Luigi De Canio, der später unter anderem Mannschaften wie Udinese Calcio, die US Lecce oder den CFC Genua coachte, den dritten Rang der Gruppe 1 der Serie C1 erreichte. In darauffolgenden Aufstiegsplayoffs um die Promotion für die Serie B scheiterte man erst im Endspiel am AC Monza Brianza mit 2:3. Danach ging es für Carpi FC jedoch steil bergab. Nachdem 1998 der Abstieg in die Serie C2 noch verhindert werden konnte, passierte dieser ein Jahr später durch einen achtzehnten Rang in der Gruppe 1 der Serie C1.
Im Jahr 2000 wurde der AC Carpi für bankrott erklärt und unter dem Namen Carpi FC 1909 neu gegründet. Man startete in der Eccellenza. 2002 gelang die Rückkehr in die Serie D und 2010 stieg Carpi FC wieder in die viertklassigen Lega Pro Seconda Divisione auf. Dort schlug sich die Mannschaft auf Anhieb sehr gut und wurde am Ende Erster der Gruppe B mit zwei Punkten Vorsprung vor Carrarese Calcio. Nach dem Wiederaufstieg in die dritte Liga zeigte die Mannschaft von Trainer Egidio Notaristefano gute Leistungen und belegte nach Ablauf aller Spieltage einen überraschenden dritten Rang in der Girona A der Lega Pro Prima Divisione. Dies berechtigt Carpi FC zur Teilnahme an den Playoffs um den Zweitligaaufstieg, wo man in der ersten Runde auf Sorrento Calcio traf. Gegen die Kampanier setzte man sich durch und musste sich im Endspiel um den Zweitligaaufstieg mit der US Pro Vercelli messen. Das Hinspiel endete in Vercelli torlos, das Rückspiel in Modena entschied Vercelli mit 3:1 für sich und stieg somit anstatt Carpi in die Serie B auf.
In der folgenden Spielzeit rangierte Carpi FC nach Ende aller Spieltage der Lega Pro Prima Divisione A auf dem dritten Tabellenrang, einzig hinter Trapani Calcio, das den direkten Aufstieg in die Serie B schaffte, und der US Lecce und war somit erneut teilnahmeberechtigt für die Playoff-Spiele um den Zweitligaaufstieg. Dabei traf man im Halbfinale auf den FC Südtirol und konnte sich hierbei mit 4:3 nach Hin- und Rückspiel durchsetzen, während Lecce das andere Halbfinale gegen Virtus Entella siegreich gestaltete und folglich Endspielgegner Carpis wurde. Nachdem Carpi im Heimspiel mit 1:0 gegen den großen Favoriten aus dem Süden Italiens die Oberhand behalten hatte, schaffte das Team von Trainer Fabio Brini, der im Saisonverlauf Daniele Tacchini ersetzt hatte, im Stadio Via del Mare zu Lecce durch das 1:1-Unentschieden den Aufstieg in die Serie B – erstmals in der über einhundertjährigen Vereinsgeschichte.
Nach einer durchschnittlichen ersten Saison in der Serie B, die Carpi auf dem 12. Platz abschloss, schrieb der Verein in der Spielzeit 2014/15 erneut Geschichte: Durch das 0:0 gegen den AS Bari am 38. Spieltag fixierte der FC Carpi vier Runden vor Schluss seinen vierten Aufstieg in sechs Jahren. Damit spielt der Klub aus der Provinz Modena in der Saison 2015/16 erstmals in Italiens höchster Liga. Dort misslang allerdings der Saisonstart mit nur zwei Punkten aus den ersten sechs Spielen, woraufhin der Verein sich von Trainer Fabrizio Castori trennte. Sein Nachfolger Giuseppe Sannino wurde Anfang November 2015 – nach nur vier Punkten in fünf Ligaspielen – entlassen, und sofort erneut Castori verpflichtet. Der am 9. Januar 2016 erzielte Führungstreffer zum 2:1-Heimsieg gegen Udinese Calcio bedeutete für Mittelfeldspieler Lorenzo Pasciuti nicht nur seine Torpremiere in der Serie A, sondern einen Liga-Rekord: Der im Dezember 2009 zu Carpi gewechselte und bisher viermal mit dem Klub aufgestiegene Pasciuti hatte somit in den fünf höchsten Ligen Italiens im Trikot desselben Vereins getroffen.

## Ligazugehörigkeit
- Serie A: bisher eine Spielzeit (ab 2015)
- Serie B: zwei Spielzeiten
- Lega Pro Prima Divisione (auch C1): 12 Spielzeiten
- Lega Pro Seconda Divisione (auch C2): 5 Spielzeiten
- Serie D: 29 Spielzeiten

## Ehemalige Spieler
- Matteo Anania, Verteidiger der AC Pisa, aus Jugendabteilung von Carpi FC, von 2003 bis 2005 im Verein aktiv
- Salvatore Bagni, aktiv für den AC Perugia, Inter Mailand und den SSC Neapel; Carpi als erste Station seiner Karriere
- Raffaele Bianco, 2012 bis 2013 von Juventus Turin nach Carpi ausgeliehen, Teil der Aufstiegsmannschaft in die Serie B
- Alessandro Buongiorno, 2018 bis 2019 vom FC Turin an Carpi verliehen
- Andrea Cupi, 1997 bis 1998 bei Carpi FC aktiv, spielte weiterhin für den AS Rom, den FC Empoli und den SSC Neapel
- Zeffiro Furiassi
- Simone Inzaghi, 1996 bis 1997 von Piacenza an Carpi ausgeliehen, auch für Lazio, Sampdoria und Atalanta Bergamo aktiv
- Salvatore Lanna
- Marco Materazzi, Weltmeister von 2006, 1996 kurz im Verein, weiterhin bei Perugia, dem FC Everton und Inter Mailand
- Ivo Pulga, Europokalsieger der Pokalsieger mit der AC Parma, Carpi als erste und letzte Station seiner Karriere
- Marco Sportiello, 2012 bis 2013 von Atalanta Bergamo nach Carpi ausgeliehen, Teil der Aufstiegsmannschaft in die Serie B

## Ehemalige Trainer
- Gianni De Biasi, 1993 bis 1996 Trainer von Carpi, später u. a. Coach bei Modena, Brescia und Torino, derzeit albanischer Nationaltrainer
- Luigi De Canio, 1996 bis 1997 Trainer von Carpi, danach unter anderem bei Lecce, Napoli und Udine